# مؤسسة والتر ريد العسكرية للبحوث

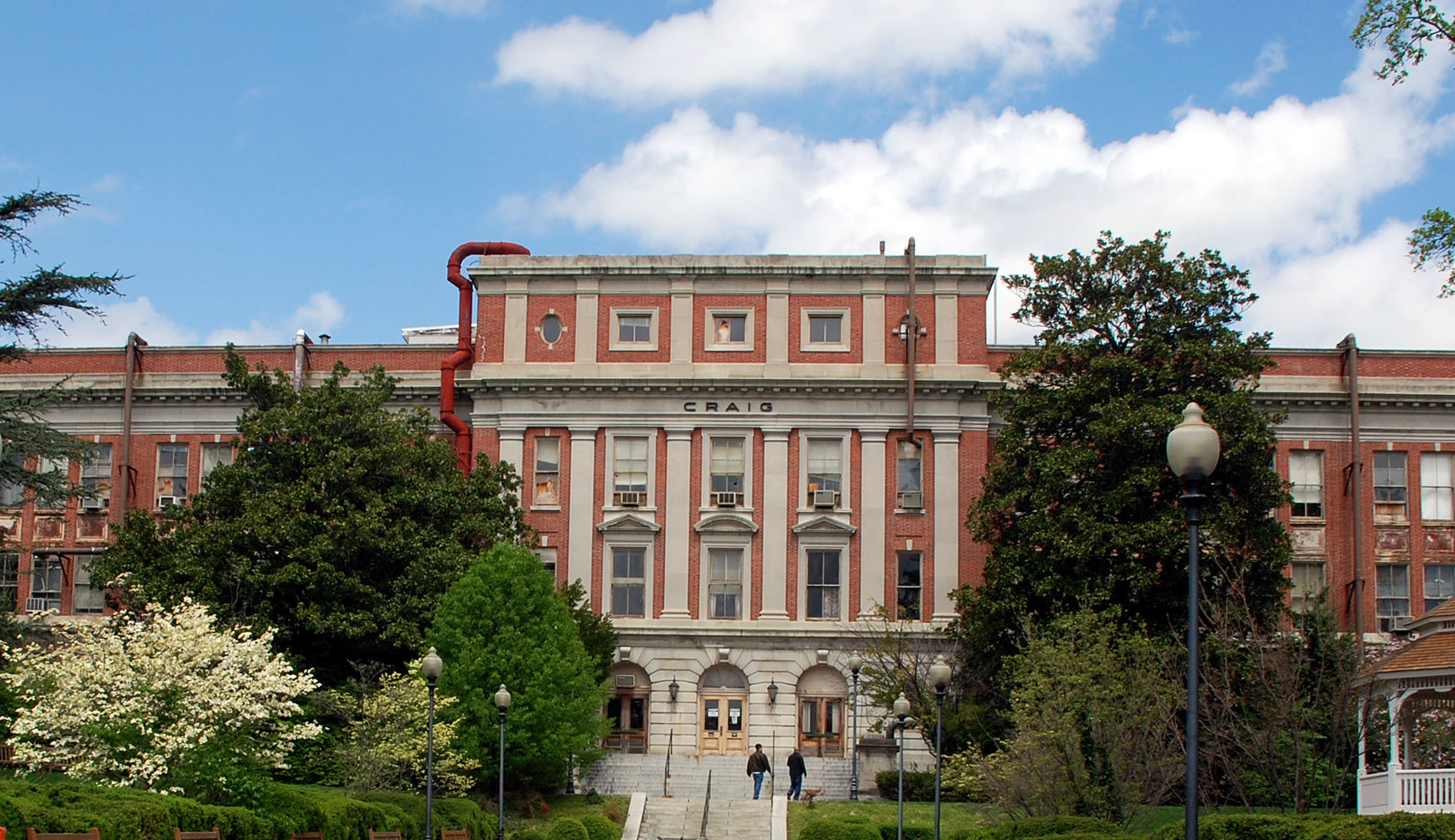

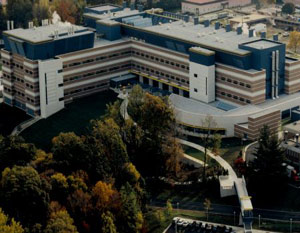

معهد الجيش والتر ريد للبحوث (WRAIR) ، هو أكبر منشأة أبحاث للطب الحيوي التي تديرها وزارة الدفاع الأمريكية. يتواجد المعهد في ملحق فوريست غلين، جزء منها غير مدرج في المنطقة الحضارية لمدينة سيلفر سبرنج (Silver Spring) في ماريلاند، شمال واشنطن، ولكنها وحدة تابعة للبحوث الطبية في الجيش الأميركي وقيادة العتاد (USAMRMC)  ، مقرها قريب من فورت ديتريك، ماريلاند. في فوريست غلين،  تشترك مع مركز البحوث الطبية البحرية منذ عام 1999 في المختبر والمرافق الإدارية، مبنى سين دانيال ك إينوي (Daniel K. Inouye) ، المعروف أيضا بمبنى 503.

## روابط خارجية
- WRAIR Official Website
- WRAIR Clinical Trials Center Website

This article contains information that originally came from US Government publications and websites and is in the public domain.